# Gracelyn Larkin
Gracelyn Larkin (* 10. Januar 2001 in Huntsville, Ontario) ist eine kanadische Leichtathletin, die sich auf den Langstreckenlauf spezialisiert hat.

## Sportliche Laufbahn
Gracelyn Larkin studiert seit 2019 an der University of New Mexico und sammelte 2022 erste Erfahrungen bei internationalen Meisterschaften, als sie bei den Weltmeisterschaften in Eugene mit 16:48,78 min in der Vorrunde im 5000-Meter-Lauf ausschied. Anschließend belegte sie bei den NACAC-Meisterschaften in Freeport in 16:32,07 min den vierten Platz.
2022 wurde Larkin kanadische Meisterin im 5000-Meter-Lauf.

## Persönliche Bestzeiten
- 3000 Meter: 9:08,22 min, 11. Februar 2022 in Seattle
  - 3000 Meter (Halle): 9:17,18 min, 26. Februar 2022 in Albuquerque
- 5000 Meter: 15:29,93 min, 14. April 2022 in Azusa